# Championnats d'Europe de karaté Cadets, Juniors et Espoir 2013
 (janvier 2025).
 (juillet 2025).
Les championnats d'Europe de karaté cadets juniors et Espoir  2013 ont eu lieu les 8, 9 et 10 février 2013 à Konya, en Turquie. Il s'agit de la 40e édition des championnats d'Europe de karaté Cadets, Juniors et Espoir.

## Résultats

### Cadets

#### Kata
| Rang | Pays        | Karatéka             |
| ---- | ----------- | -------------------- |
| 1    | Angleterre  | Kieran Nunkoo        |
| 2    | Portugal    | David Fernandez      |
| 3    | Espagne     | Carlos Fornell Arias |
| 3    | Serbie      | Jovan Simic          |
| 5    | Russie      | Vadim Kobzarev       |
| 5    | Hongrie     | Péter Mihály         |
| 7    | Azerbaïdjan | Roman Heydarov       |
| 7    | Autriche    | Jan Luca Struger     |

| Rang | Pays       | Karatéka               |
| ---- | ---------- | ---------------------- |
| 1    | Turquie    | Deniz Atak             |
| 2    | Italie     | Silvia Sassano         |
| 3    | Slovaquie  | Denisa Peško           |
| 3    | Russie     | Anastasiia Rumiantceva |
| 5    | Danemark   | Frederikke Bjerring    |
| 5    | Suède      | Lina Wäglund           |
| 7    | Macédoine  | Marijana Dimoska       |
| 7    | Monténégro | Sara Jovanovic         |

#### Kumite

##### Kumitemasculin
| Rang | Pays               | Karatéka      |
| ---- | ------------------ | ------------- |
| 1    | Turquie            | Eray Samdam   |
| 2    | Ecosse             | James Coulter |
| 3    | Azerbaïdjan        | Ulvi Gurbanov |
| 3    | Slovénie           | Aljož Sušić   |
| 5    | Bosnie-Herzégovine | Goran Hrkac   |
| 5    | Serbie             | Velibor Pucar |
| 7    | Macédoine          | Stefan Kostik |
| 7    | Angleterre         | Cuba Parris   |

| Rang | Pays               | Karatéka               |
| ---- | ------------------ | ---------------------- |
| 1    | Grèce              | Tilermachos Kanellidis |
| 2    | Bosnie-Herzégovine | Marin Brkic            |
| 3    | Hongrie            | Bálint Ardai           |
| 3    | Ecosse             | Johnathan Gilmour      |
| 5    | Monténégro         | Mario Hodzic           |
| 5    | Angleterre         | Bleu Parris            |
| 7    | Croatie            | Kristian Brkic         |
| 7    | Serbie             | Filip Stojan           |

| Rang | Pays               | Karatéka                    |
| ---- | ------------------ | --------------------------- |
| 1    | Allemagne          | Maximilian Bauer            |
| 2    | Serbie             | Salapura Djordje            |
| 3    | France             | Alexis Raspilair            |
| 3    | Turquie            | Aykut Taylan                |
| 5    | Bosnie-Herzégovine | Vedad Capin                 |
| 5    | Grèce              | Vasileios Giakoumidis       |
| 7    | Bulgarie           | Velizar Koleshanski         |
| 7    | Angleterre         | Mitchell Joe Mark Priestley |

| Rang | Pays               | Karatéka               |
| ---- | ------------------ | ---------------------- |
| 1    | Turquie            | Sabir Ahmet Uygur      |
| 2    | Bosnie-Herzégovine | Veselko Brkic          |
| 3    | Autriche           | Andre Gratzer          |
| 3    | France             | Jannier Romuald        |
| 5    | Angleterre         | Luke Bryce             |
| 5    | Suisse             | Shane Julian           |
| 7    | Slovaquie          | Erik Erdész            |
| 7    | Grèce              | Konstantinos Kirloglou |

| Rang | Pays        | Karatéka               |
| ---- | ----------- | ---------------------- |
| 1    | Turquie     | Onurcan Ustun          |
| 2    | Croatie     | Jakov Bunjevac         |
| 3    | Ukraine     | Denis Baranetshki      |
| 3    | Azerbaïdjan | Vali Valiyev           |
| 5    | Danemark    | Anders Frithioff       |
| 5    | Russie      | Igor Ivanchikhin       |
| 7    | Hongrie     | Erik Csató             |
| 7    | Monténégro  | Konstantinos Vujosevic |

##### Kumiteféminin
| Rang | Pays       | Karatéka                |
| ---- | ---------- | ----------------------- |
| 1    | Monténégro | Anja Jovic              |
| 2    | Allemagne  | Shara Wynnidean Hubrich |
| 3    | Macédoine  | Monika Pendarovska      |
| 3    | Turquie    | Humeyra Beyza Unlusoy   |
| 5    | Ukraine    | Ganna Chegolya          |
| 5    | Ecosse     | Clare Pendreich         |
| 7    | Angleterre | Katie Dalzell           |
| 7    | Serbie     | Tamara Pavlovic         |

| Rang | Pays        | Karatéka              |
| ---- | ----------- | --------------------- |
| 1    | Hongrie     | Aicha Zakia Boussebba |
| 2    | Azerbaïdjan | Aytaj Aliyeva         |
| 3    | Israël      | Tal Benaroche         |
| 3    | Croatie     | Nika Deša             |
| 5    | Slovaquie   | Miriama Kozmová       |
| 5    | Italie      | Asia Staglioli        |
| 7    | Angleterre  | Francesca Hardcastle  |
| 7    | Portugal    | Diana Pires           |

| Rang | Pays      | Karatéka          |
| ---- | --------- | ----------------- |
| 1    | Slovaquie | Hana Kuklová      |
| 2    | Serbie    | Tanja Žunić       |
| 3    | France    | Imane Hassouni    |
| 3    | Allemagne | Anna Miggou       |
| 5    | Ecosse    | Olivia Hand       |
| 5    | Croatie   | Irena Prga        |
| 7    | Portugal  | Ana Rita Oliveira |
| 7    | Ukraine   | Elizaveta Sirosh  |

### Juniors

#### Épreuves individuelles

##### Kata
| Rang | Pays       | Karatéka               |
| ---- | ---------- | ---------------------- |
| 1    | Russie     | Maksim Ksenofontov     |
| 2    | Turquie    | Ali Sofuoglu           |
| 3    | Espagne    | Antonio Garcia Vargas  |
| 3    | Angleterre | Navinkumar Patel       |
| 5    | Italie     | Samuel Stea            |
| 5    | Monténégro | Dragoljub Vukotic      |
| 7    | Slovaquie  | Ján Borecký            |
| 7    | Grèce      | Alexandros Polichronos |

| Rang | Pays       | Karatéka                |
| ---- | ---------- | ----------------------- |
| 1    | Espagne    | Margarita Morata        |
| 2    | Angleterre | Aimee Sell              |
| 3    | Italie     | Terryana D Onofrio      |
| 3    | Ukraine    | Anna Kreshchenko        |
| 5    | Lettonie   | Marija Larisa Agafonova |
| 5    | Slovaquie  | Alžběta Ovečková        |
| 7    | Suède      | Elin Ernekrans          |
| 7    | Suisse     | Valérie Will            |

##### Kumite

###### Kumitemasculin
| Rang | Pays       | Karatéka            |
| ---- | ---------- | ------------------- |
| 1    | Croatie    | Boran Berak         |
| 2    | Turquie    | Gokhan Filiz        |
| 3    | Monténégro | Adonis Markasheviq  |
| 3    | France     | Kevin Tavares Lopes |
| 5    | Allemagne  | Valentin Fuchs      |
| 5    | Ukraine    | Dmytro Korniychuk   |
| 7    | Belgique   | Issam Bellaraj      |
| 7    | Irlande    | Aaron McLoughlan    |

| Rang | Pays               | Karatéka                      |
| ---- | ------------------ | ----------------------------- |
| 1    | France             | Steven Dacosta                |
| 2    | Danemark           | Chris Nørskov Jensen          |
| 3    | Azerbaïdjan        | Nijat Abbasov                 |
| 3    | Russie             | Iakov Pornomarev              |
| 5    | Bosnie-Herzégovine | Ervin Galić                   |
| 5    | Angleterre         | Jacob kiernan                 |
| 7    | Roumanie           | Bogdan Marian Florin Gogolosi |
| 7    | Turquie            | Ferhat Gazi Mercan            |

| Rang | Pays               | Karatéka         |
| ---- | ------------------ | ---------------- |
| 1    | Turquie            | Burak Uygur      |
| 2    | Bosnie-Herzégovine | Ahmed Brica      |
| 3    | Espagne            | Raul Cuerva Mora |
| 3    | Grèce              | Dionysios Xenos  |
| 5    | Portugal           | Marta Goncalo    |
| 5    | Danemark           | Timmi Pedersen   |
| 7    | Estonie            | Ilja Tsibisov    |
| 7    | Finlande           | Aaro Tuominen    |

| Rang | Pays       | Karatéka                 |
| ---- | ---------- | ------------------------ |
| 1    | Turquie    | Ugur Aktas               |
| 2    | Danemark   | Kevin Korte              |
| 3    | Macédoine  | Viktor Krstevski         |
| 3    | Norvège    | Aasmund Slettevold       |
| 5    | Monténégro | Vido Kopitovic           |
| 5    | Lettonie   | Jänis Korolkovs          |
| 7    | Roumanie   | Nicolae Aurelian Dancila |
| 7    | Luxembourg | Emidio Pereira Henriques |

| Rang | Pays        | Karatéka                 |
| ---- | ----------- | ------------------------ |
| 1    | Turquie     | Muhammet Ali Yildiz      |
| 2    | Danemark    | Christian Hjort Pedersen |
| 3    | Azerbaïdjan | Sarkhan Guluzade         |
| 3    | Angleterre  | Jamaal Otto              |
| 5    | Ukraine     | Taras Herchuk            |
| 5    | Serbie      | Nikola Planić            |
| 7    | Finlande    | Pyry Heiskanen           |
| 7    | Slovaquie   | Ilír Kabashi             |

###### Kumiteféminin
| Rang | Pays               | Karatéka          |
| ---- | ------------------ | ----------------- |
| 1    | Israël             | Coral Amos        |
| 2    | Croatie            | Monika Berulec    |
| 3    | France             | Sophia Bouderbane |
| 3    | Allemagne          | Lara Neumann      |
| 5    | Monténégro         | Dijana Miljanic   |
| 5    | Suisse             | Francine Waber    |
| 7    | Bosnie-Herzégovine | Mevlida Delic     |
| 7    | Angleterre         | Lauren Tutty      |

| Rang | Pays               | Karatéka             |
| ---- | ------------------ | -------------------- |
| 1    | Hongrie            | Nicol Nógrádi        |
| 2    | Italie             | Viola Lallo          |
| 3    | Bosnie-Herzégovine | Ena Gljiva           |
| 3    | Russie             | Galina Shateeva      |
| 5    | Suisse             | Illiana Bartolotta   |
| 5    | Grèce              | Marialena Roumelioti |
| 7    | Serbie             | Sara Djordjevic      |
| 7    | Slovaquie          | Alexandra Chovancová |

| Rang | Pays               | Karatéka                 |
| ---- | ------------------ | ------------------------ |
| 1    | Espagne            | Ana Maite Diepa Gonzalez |
| 2    | Slovaquie          | Miroslava Kopúňová       |
| 3    | Hongrie            | Renáta Vivien Györiványi |
| 3    | Serbie             | Jovana Prekovic          |
| 5    | Grèce              | Dafni Stoltidou          |
| 5    | Ukraine            | Iryna zaretska           |
| 7    | Suède              | Hannah Louise Nilsson    |
| 7    | République tchèque | Vladimíra Račáková       |

| Rang | Pays      | Karateka          |
| ---- | --------- | ----------------- |
| 1    | Lettonie  | Viktorija Rezaeva |
| 2    | Turquie   | Nurcan Cicek      |
| 3    | Allemagne | Katharina Kemmet  |
| 3    | Slovénie  | Tanja Vrbnjak     |
| 5    | Suède     | Lisa Rasmusson    |
| 5    | Croatie   | Ana Škunca        |
| 7    | Grèce     | Anastasia Delli   |
| 7    | Pays-Bas  | Estelle Waltz     |

#### Épreuves par équipes

##### Kata
| Rang | Pays       |
| ---- | ---------- |
| 1    | Turquie    |
| 2    | Russie     |
| 3    | Espagne    |
| 3    | Monténégro |
| 5    | Croatie    |

| Rang | Pays        |
| ---- | ----------- |
| 1    | Turquie     |
| 2    | Angleterre  |
| 3    | Grèce       |
| 3    | Biélorussie |
| 5    | Macédoine   |
| 5    | Serbie      |
| 7    | Croatie     |

##### Kumite
| Rang | Pays    |
| ---- | ------- |
| 1    | À venir |
| 2    | À venir |
| 3    | À venir |
| 3    | À venir |
| 5    | À venir |
| 5    | À venir |
| 7    | À venir |
| 7    | À venir |

| Rang | Pays    |
| ---- | ------- |
| 1    | À venir |
| 2    | À venir |
| 3    | À venir |
| 3    | À venir |
| 5    | À venir |
| 5    | À venir |
| 7    | À venir |
| 7    | À venir |